# Ford Mustang Mach-E
Ford Mustang Mach-E je první plně elektrický automobil společnosti Ford. Jeho prodej byl zahájen na konci roku 2019, první kusy byly dodány na počátku roku 2021. Vůz je dodáván ve třech verzích - prémiové Ford Mustang Mach-E First Edition, výkonné AWD a standardní Mach-E. V USA existují ještě verze California Route 1 a Premium. Verze se liší výkonem a točivým momentem. Vůz vznikl u příležitosti 55. výročí vzniku Fordu Mustangu. Cena startuje na 1 299 900 Kč. Automobil podporuje rychlonabíječky IONITY a také síť nabíječek FordPass.

## Technika

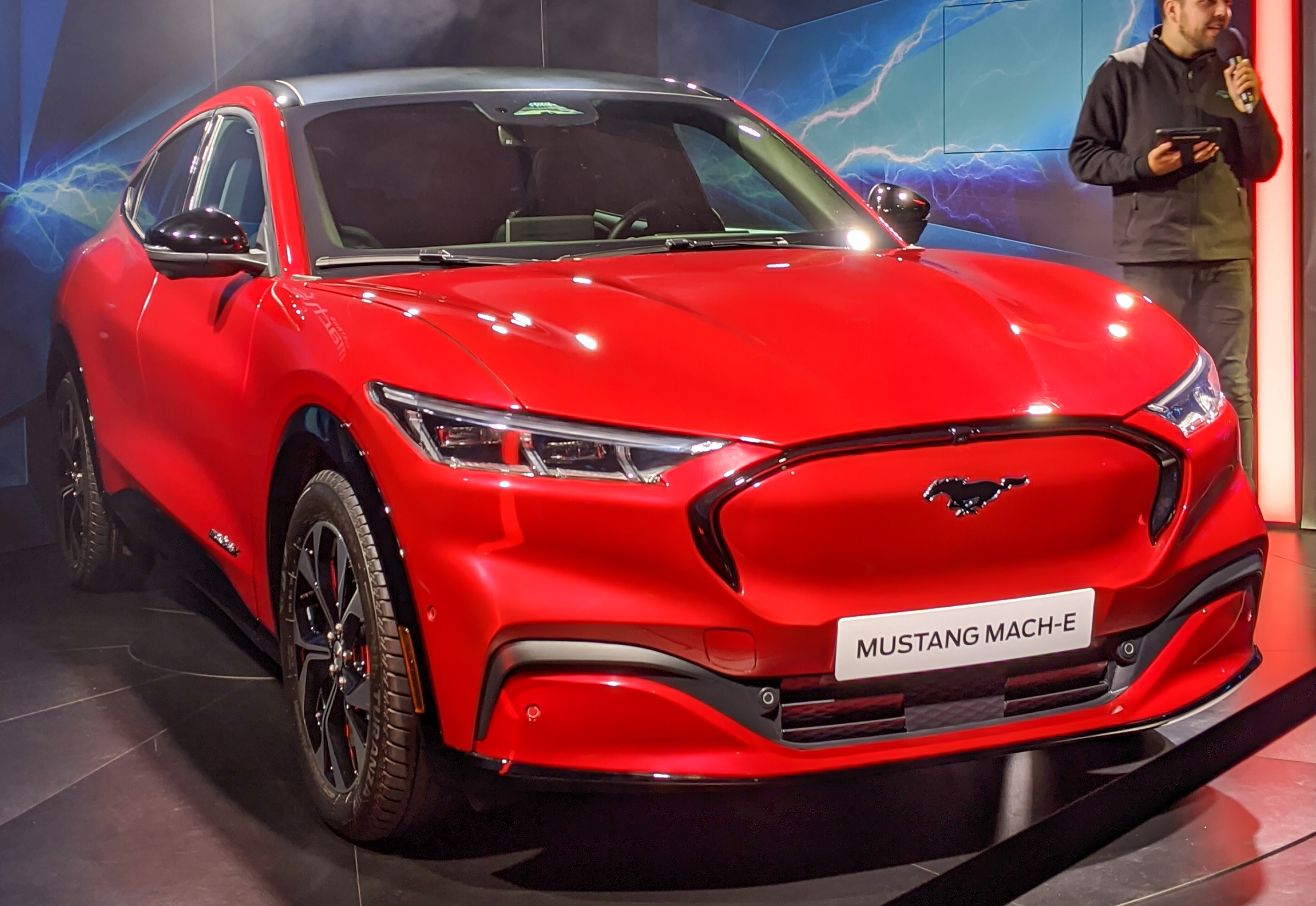
Ford Mustang Mach-E

Vůz je plně elektrický, dodáván je v provedení se dvěma elektromotory a náhonem na zadní kola a se čtyřmi elektromotory a náhonem na všechny čtyři kola. Vozidlo má celou řadu asistenčních systémů. Mezi nimi nalezneme asistenta držení jízdních pruhů, asistenta při parkování, sledování chodců na silnici, asistenta dálkových světel (při vjezdu do obce se automaticky vypnou) a adaptivní tempomat.  Výhodou je také možnost odemykat automobil pomocí mobilní aplikace FordPass, která zároveň poskytuje informace o stavu vozidla.
Další funkcí je služba Intelligente Range, což je chytrý systém, který na základě zkušeností s dosavadními dojezdy zpřesňuje odhad dojezdu. Automobil lze nabíjet na nabíječkách IONITY a FordPass.

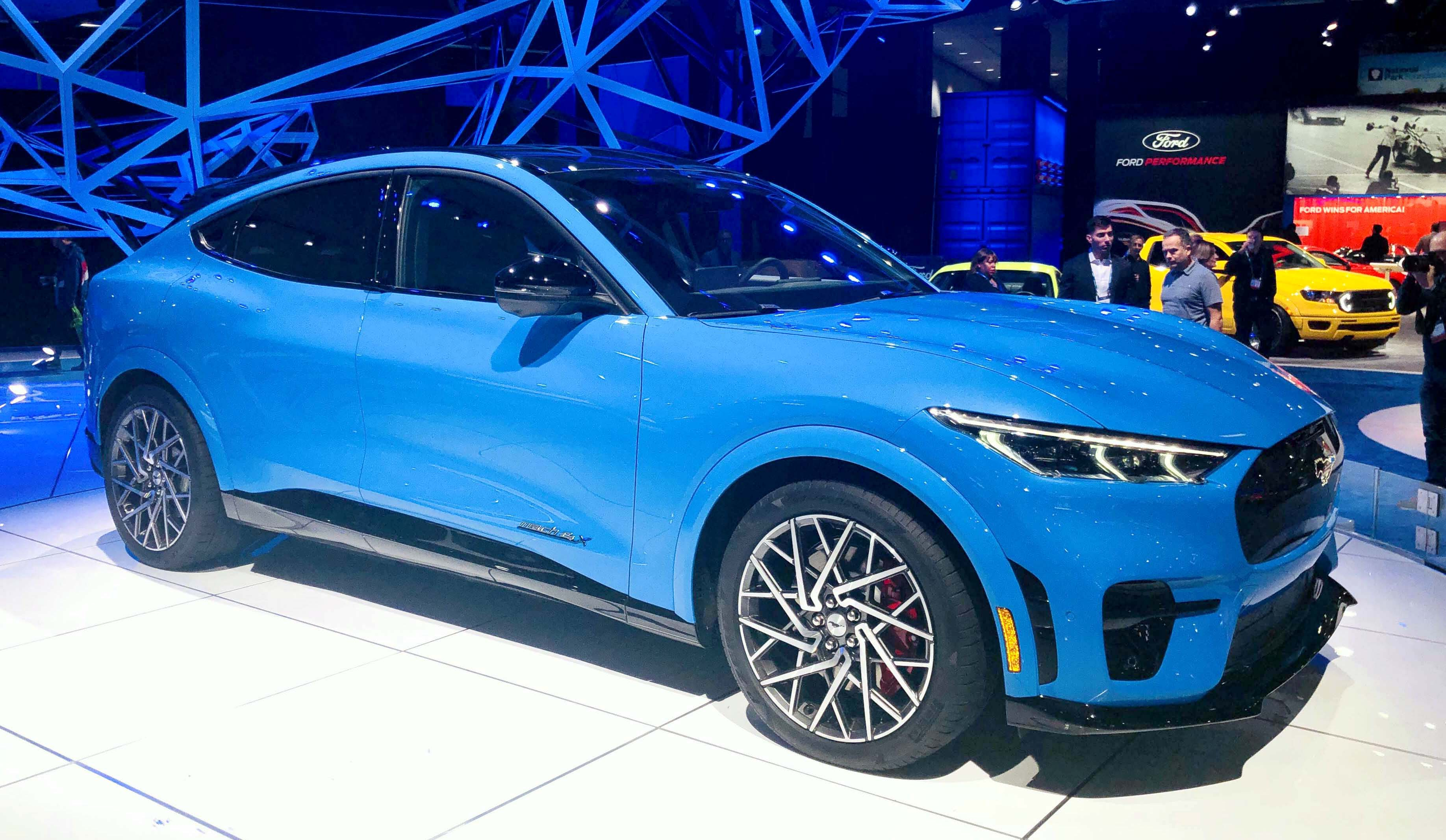
Ford Musatng Mach-E na autosalonu v Los Angeles.

## Design
Interiéru dominuje ohromný dotykový displej, který nalezneme i v Tesle model 3. Tento displej má úhlopříčku 15,5 palce. Designovým překvapením je i absence klik u dveří.

## Verze

### Evropská úprava
Pro evropský trh muselo dojít k úpravám, především na podvozku. Pro Evropské podmínky byl upraven i systém Intelligent Range.
Seznam verzí:
- AWD
- First edition
- Mach-E

### Americké verze
V USA je mnohem více verzí, neboť v USA jsou mnohem volnější pravidla pro automobily.
Seznam verzí:
- California Route 1
- Premium
- GT (v Evropě AWD)
- First Edition
- Mach-E

## Technické specifikace
Zde je porovnání evropských verzí Mustangu Mach-E:
| Model                  | Výkon    | Točivý moment | Zrychlení 0-100 km/h | Dojezd |
| ---------------------- | -------- | ------------- | -------------------- | ------ |
| Mach - E first edition | 201 koní | 565 Nm        | 5,1 sekundy          | 540 km |
| Mach - E AWD           | 201 koní | 565 Nm        | 5,1 sekundy          | 540 km |
| Mach - E               | 201 koní | 415 Nm        | 6,2 sekundy          | 610 km |

## Potíže s bateriemi
V dubnu 2021 se u některých vozů začaly objevovat potíže s bateriemi při nabíjení. Při nabíjení hlavní baterie totiž došlo k vybití malé dvanáctivoltové baterie, která zodpovídá za startování automobilu. Ford pracuje na softwarovém řešení.